# Antonino Bernardini
Antonino Bernardini (Roma, 21 giugno 1974) è un dirigente sportivo, allenatore di calcio ed ex calciatore italiano, di ruolo centrocampista.

## Carriera

### Giocatore

#### Club

Da sinistra: Grossi, Bernardini, Rapaić e Manicone festeggiano la promozione del Perugia in Serie A dopo il vittorioso spareggio di Reggio Emilia del 21 giugno 1998.

La carriera da professionista di Bernardini inizia nella stagione 1992-1993 nella Roma, dove milita per due stagioni ma con nessuna presenza in campionato.
Nel 1994-1995 passa al Torino ed esordisce in Serie A nella partita Padova-Torino; in questa prima stagione gioca 11 partite segnando una rete. Anche la stagione successiva milita nel Torino, totalizzando 23 presenze e due reti; in quella dopo ancora ritorna alla Roma, dove gioca 16 partite.
Nel 1997-1998 passa al Perugia, in Serie B, e conquista la promozione in Serie A giocando 34 partite e segnando 11 reti. Nell'ottobre 1998, dopo due presenze e una rete con la maglia del Perugia, Bernardini si trasferisce alla Salernitana, sempre nella massima serie, dove colleziona 20 presenze e una rete.
Nella stagione 1999-2000 passa al L.R. Vicenza, dove gioca quattro stagioni (3 in Serie B e una in Serie A) totalizzando 96 presenze con 6 reti. Nel 2003-2004 viene ingaggiato dall'Atalanta, che contribuisce a riportare nella massima serie con 41 presenze e una rete. Milita per altre tre stagioni a Bergamo, collezionando in totale 124 presenze e 3 gol.
A gennaio 2008 ritorna al L.R. Vicenza, dove contribuisce alla salvezza della formazione veneta. Tra i perni della squadra nella stagione 2008-2009, nel gennaio 2009 subisce un grave infortunio che lo costringe a terminare anticipatamente la stagione.
Il 27 gennaio 2010 viene ingaggiato dall'AlbinoLeffe. Rimasto poi svincolato al termine della stagione, Bernardini si ritira dal calcio giocato.

#### Nazionale
Il 27 aprile 1995 viene convocato per la prima volta nella nazionale Under-21 italiana, con cui esordisce il 7 settembre dello stesso anno. Gioca di nuovo il 5 ottobre.
Nel 1996 viene convocato per le Olimpiadi di Atlanta, durante le quali gioca contro il Ghana.

### Allenatore e dirigente
Dal 17 luglio 2013 è il direttore tecnico della Rivoltana, squadra lombarda iscritta al campionato di Eccellenza. Il 4 ottobre dello stesso anno diventa anche il nuovo allenatore della formazione, sostituendo il dimissionario Giovanni Ghilardi che nelle prime quattro partite di campionato aveva raccolto un pareggio e tre sconfitte. Il successivo 7 dicembre Bernardini si dimette dall'incarico in seguito alla decisione della società di svincolare numerosi calciatori.

## Statistiche

### Presenze e reti nei club
| Stagione            | Squadra         | Campionato      | Campionato | Campionato | Coppe nazionali | Coppe nazionali | Coppe nazionali | Coppe continentali | Coppe continentali | Coppe continentali | Altre coppe | Altre coppe | Altre coppe | Totale | Totale |
| Stagione            | Squadra         | Comp            | Pres       | Reti       | Comp            | Pres            | Reti            | Comp               | Pres               | Reti               | Comp        | Pres        | Reti        | Pres   | Reti   |
| ------------------- | --------------- | --------------- | ---------- | ---------- | --------------- | --------------- | --------------- | ------------------ | ------------------ | ------------------ | ----------- | ----------- | ----------- | ------ | ------ |
| 1993-1994           | Roma            | A               | 0          | 0          | CI              | 0               | 0               | -                  | -                  | -                  | -           | -           | -           | 0      | 0      |
| 1994-1995           | Torino          | A               | 11         | 1          | CI              | 0               | 0               | -                  | -                  | -                  | -           | -           | -           | 11     | 1      |
| 1995-1996           | Torino          | A               | 23         | 2          | CI              | 1               | 0               | -                  | -                  | -                  | -           | -           | -           | 24     | 2      |
| Totale Torino       | Totale Torino   | Totale Torino   | 34         | 3          |                 | 1               | 0               |                    | -                  | -                  |             | -           | -           | 35     | 3      |
| 1996-1997           | Roma            | A               | 16         | 0          | CI              | 0               | 0               | CU                 | 2                  | 0                  | -           | -           | -           | 18     | 0      |
| Totale Roma         | Totale Roma     | Totale Roma     | 16         | 0          |                 | 0               | 0               |                    | 2                  | 0                  |             | -           | -           | 18     | 0      |
| 1997-1998           | Perugia         | B               | 34+1       | 10+0       | CI              | ?               | ?               | -                  | -                  | -                  | -           | -           | -           | ?      | ?      |
| ago.-nov. 1998      | Perugia         | A               | 2          | 1          | CI              | ?               | ?               | -                  | -                  | -                  | -           | -           | -           | ?      | ?      |
| Totale Perugia      | Totale Perugia  | Totale Perugia  | 36         | 11         |                 | ?               | ?               |                    | -                  | -                  |             | -           | -           | ?      | ?      |
| nov. 1998-giu. 1999 | Salernitana     | A               | 20         | 1          | CI              | ?               | ?               | -                  | -                  | -                  | -           | -           | -           | ?      | ?      |
| 1999-2000           | L.R. Vicenza    | B               | 35         | 5          | CI              | ?               | ?               | -                  | -                  | -                  | -           | -           | -           | ?      | ?      |
| 2000-2001           | L.R. Vicenza    | A               | 20         | 0          | CI              | ?               | ?               | -                  | -                  | -                  | -           | -           | -           | ?      | ?      |
| 2001-2002           | L.R. Vicenza    | B               | 12         | 0          | CI              | ?               | ?               | -                  | -                  | -                  | -           | -           | -           | ?      | ?      |
| 2002-2003           | L.R. Vicenza    | B               | 31         | 1          | CI              | ?               | ?               | -                  | -                  | -                  | -           | -           | -           | ?      | ?      |
| 2003-2004           | Atalanta        | B               | 41         | 1          | CI              | 1               | 0               | -                  | -                  | -                  | -           | -           | -           | 42     | 1      |
| 2004-2005           | Atalanta        | A               | 29         | 1          | CI              | 8               | 2               | -                  | -                  | -                  | -           | -           | -           | 37     | 3      |
| 2005-2006           | Atalanta        | B               | 30         | 1          | CI              | 4               | 0               | -                  | -                  | -                  | -           | -           | -           | 34     | 1      |
| 2006-2007           | Atalanta        | A               | 24         | 0          | CI              | 1               | 0               | -                  | -                  | -                  | -           | -           | -           | 25     | 0      |
| 2007-gen. 2008      | Atalanta        | A               | 6          | 0          | CI              | 1               | 0               | -                  | -                  | -                  | -           | -           | -           | 7      | 0      |
| Totale Atalanta     | Totale Atalanta | Totale Atalanta | 130        | 3          |                 | 15              | 2               |                    | -                  | -                  |             | -           | -           | 145    | 5      |
| gen.-giu. 2008      | L.R. Vicenza    | B               | 14         | 3          | CI              | 0               | 0               | -                  | -                  | -                  | -           | -           | -           | 14     | 3      |
| 2008-2009           | L.R. Vicenza    | B               | 17         | 2          | CI              | ?               | ?               | -                  | -                  | -                  | -           | -           | -           | ?      | ?      |
| 2009-gen. 2010      | L.R. Vicenza    | B               | 5          | 0          | CI              | ?               | ?               | -                  | -                  | -                  | -           | -           | -           | ?      | ?      |
| Totale Vicenza      | Totale Vicenza  | Totale Vicenza  | 134        | 11         |                 | ?               | ?               |                    | -                  | -                  |             | -           | -           | ?      | ?      |
| gen.-giu. 2010      | Albinoleffe     | B               | 10         | 0          | CI              | 0               | 0               | -                  | -                  | -                  | -           | -           | -           | 13     | 1      |
| Totale carriera     | Totale carriera | Totale carriera | 410+1      | 29         |                 | ?               | ?               |                    | ?                  | ?                  |             | -           | -           | ?      | ?      |

## Palmarès

### Giocatore

#### Club

##### Competizioni giovanili
- Torneo di Viareggio: 1

Torino: 1995

##### Competizioni nazionali
- Campionato italiano di Serie B: 2

Vicenza: 1999-2000
Atalanta: 2005-2006